# Elegia anglosassone
Il termine ‘elegia’ in ambito anglosassone risulta abbastanza controverso, in quanto non definisce poemi elegiaci nel significato classico della parola greca, έλεγεία “poema in distico elegiaco” che a sua volta deriva da έλεγσς “canzone triste” originariamente accompagnata da un flauto.

## Caratteristiche
Le caratteristiche comuni ai testi ritrovati, connotati come elegiaci,  non sono discriminanti e non permettono quindi, di raggiungere una definizione unitaria. Senza dubbio la definizione maggiormente condivisa per la sua chiarezza e pregnanza semantica è quella formulata da Greenflied: “a relatively short reflective or dramatic poem embodying a contrasting pattern of loss and consolation, ostensibly based upon a specific personal experience or observation, and expressing an attitude towards that experience.” (un poema drammatico relativamente piccolo concernente un argomento di perdita e consolazione, basato su una specifica esperienza o osservazione personale ed esprimente un'attitudine verso quella esperienza.
In ogni caso, le elegie anglosassoni formano un gruppo relativamente omogeneo perché presentano delle caratteristiche comuni: sono opere relativamente brevi (il più breve, Wulf and Eadwacer,  consta di 19 versi e il più lungo, The Seafarer, 124); tranne The Ruin, presentano un parlante in prima persona e tutti enfatizzano lo stato d'animo del protagonista attraverso il contrasto tra la situazione presente e quella passata riflettendo sulla transitorietà dei piaceri di questo mondo.

### Il tema della separazione
Per la centralità conferita all'esperienza personale, sono considerati elegiaci, i poemi all'interno dell'Exeter Book, il discorso del Last Survivor, i Bereaved Fathers nel Beowulf (vv. 2247-66 e 2444-62 a) e il lamento nel Guthlac (vv. 1348-79).
Dal punto di vista tematico, un altro elemento ricorrente è la separazione. Nei cosiddetti Frauenlied, Wulf and Eadwacer e The Wife’s Lament, la donna parla della sua sofferenza per la mancanza della persona amata; nel Husband’s Message un marito è lontano dalla propria moglie perché esiliato a causa di una guerra.  Nel Wanderer e nel Seafarer il protagonista è costretto a vagare; nel Ruin la separazione è espressa come trasformazione di una città ormai in rovina e attraverso i ricordi degli antichi splendori.

### Il tema dell'esilio
La separazione risulta essere legata in modo quasi consequenziale all'esilio: il Wanderer è costretto a vagare dopo la morte del suo padrone e dei suoi compagni; il Seafarer è un viaggiatore solitario; il Deor è stato escluso da una prestigiosa posizione a corte; la voce narrante e il suo amante nel Wulf and Eadwacer sono separati in due isole diverse; nel Wife’s Lament  la moglie è stata bandita nella foresta; e nel Husband’s Message  il marito è  lontano per combattere. Ad eccezione del Husband's Message, dove prevale la speranza della riappacificazione, nelle altre elegie la percezione del dolore, della disperazione causata dall'esilio sembra non avere possibilità di soluzione.

## Le fonti
Un secondo elemento di discussione è la ricerca delle fonti. Gli studi condotti in merito non sono riusciti a individuare nessuna fonte predominante, pur rilevando la presenza di numerose influenze sia orali che scritte.

### Influenza germanica
L'ipotesi formulata Schücking e condivisa da Sieper, citata anche da Klinck, rileverebbe un'influenza della tradizione orale germanica dei Totenklagelied, cioè dei lamenti funebri fatti dalle donne. Nel Beowulf, per esempio, compaiono due tipi di Totenklagelied: una identificherebbe il lamento di una donna davanti alla pira funeraria, come quello di Hildeburh dinnanzi alla pira di suo figlio e di suo fratello (Ides gnornode, / geomrode Giddum, Beo 1117b-18 a) e come quello della donna senza nome nei confronti di Beowulf (giomorgyd [Ge]at[isc] meowle…,Beo 3150). Questo genere di lamento si associa bene con la diffusa tradizione che vede l'ostentazione del dolore ai funerali soprattutto da parte delle donne. 
Il secondo genere di canto funerario è quello compiuto dai guerrieri che cavalcavano intorno alla tomba di Beowulf. 
Per il primo tipo di canto funebre, ci sono delle somiglianze con il Guđrúnarkviđa I (vv.1-3) ma in questo caso l'attenzione viene rivolta alla condivisione dei dolori degli altri come forma di consolazione. Schücking, quindi, sostiene che il lamento così descritto dal poeta del Beowulf sia simile a quello nel Wife's Lament. Studi più recenti concordano con questa teoria piuttosto che quella postulata da Harris che vede l'elegia anglosassone come un dramatic monologue, vicino dal punto di vista stilistico alla poesia eddica .

### L'influenza cristiana
Inoltre è stata rivelata anche un'influenza cristiana almeno per alcune elegie. Nel Wanderer, nel Seafarer e nel Riming Poem,  il tema della separazione e della perdita è risolto in maniera esplicitamente cristiana, dal momento che i tre poemi si concludono con la rassicurazione di una ricompensa dopo la vita terrena; nel Deor la fortuna e la sfortuna sono affidate a Dio; nel Ruin l'influenza cristiana non è esplicita ma la si percepisce nel suo vocabolario, che in altri contesti viene più chiaramente usato in ambito religioso. 
Sebbene anche i restanti poemi, le cosiddette Love Lyrics, The Wife's Lament, The Husband's Message, Wulf and Eadwacer, sono stati interpretati nell'allegoria cristiana da diversi studiosi non possono essere considerati come un veicolo per la diffusione di un messaggio religioso. La natura del simbolismo varia da poema a poema; lo si può meglio percepire nel Seafarer e in Resignation, dove il desiderio di intraprendere un viaggio potrebbe simboleggiare il desiderio dell'anima di raggiungere il paradiso. Analogamente nell'opera Alcuino (735-804 d.C.), monaco di York,  De clade Lindisfarnensis monasterii (793 d.C.), il tema dell'esilio è stato interpretato, nell'ottica cristiana, come la cacciata dell'uomo dal Paradiso.

### L'influenza latina
Si nota anche l'influenza di altri scrittori di poesia latina come Venanzio Fortunato (530- 607), il cui poema, De excidio Thoringiae  (569-70 d.C.), assume forma di una lettera spedita dalla regina Radegunde al suo congiunto Amalfrid (è scritto Amalafried?). Anche l'elegia latina, pagana e cristiana, offre il suo contributo. Autori come Ovidio, erano ben conosciuti dagli Anglosassoni. In questo periodo sono molto diffuse le traduzioni di classici latini e greci, che forniranno un modello da imitare.

### Affinità con la poesia nordica
Affinità di metrica sono state riscontrate inoltre con il verso allitterante nordico: tali tratti sono emersi in particolar modo dal confronto tra il Hofuđlausn (X sec.) e il Riming Poem, dove è evidente una somiglianza per ritmo, strofa e ripetizione.  Questo è visibile anche se in minor misura, nel Deor e nel Wulf and Eadwacer. La poesia nordica è più violenta di quella anglosassone: predilige di gran lunga il tema della morte.

### L'influenza celtica
Importante, infine, l'influenza celtica. Le due culture infatti, quella germanica e quella celtica, erano talmente vicine geograficamente da spiegare uno scambio reciproco di temi. Pilch sostiene che il genere dell'elegia sia stato creato su analogia di quello gallese pervenutoci solo attraverso il poema Claf Abercuawg. Come nelle elegie anglosassoni, nel poema gallese è presente l'elemento personale, le osservazioni sulla natura e sulla morale. Presente in entrambe è la figura del cuculo. Nelle elegie anglosassoni, in particolare nel Husband's Message, il cuculo annuncia la primavera e il bel tempo, nel Claf Abercuawg la voce del cuculo è un invito all'esuberanza, di solito contrapposta all'umore depresso e malinconico del parlante. Pilch ritrova la figura del cuculo secondo la versione gallese, nell'elegia Resignation ai versi 105-8 a, in cui il parlante contrappone un miserabile sé stesso con un albero rigoglioso. 
```
Wudu mot him weaxan,  wyrde bidan,
   tanum  lædan;   ic for tæle ne mæg
   ænigne moncynnes   mode gelufian
   eorl on eþle.
```

Non c'è somiglianza nella forma. Il verso gallese si compone di englynion ‘stanze’ caratterizzate da frequenti ripetizioni e giochi di parole.
Henry, nel suo studio, nota delle somiglianze tra l'elegia anglosassone e il genere penitenziale della poesia irlandese e gallese, in particolare nella tematica del viaggio associata al Culdee. Egli trova significativa la corrispondenza tra il desiderio di lasciare questo mondo, come si può trovare nel Seafarer e nel Resignation, con l'asceticismo celtico.